# 발칙한 동거 - 빈방 있음
《발칙한 동거 - 빈방 있음》은 MBC TV에서 방송된 예능 프로그램이며 2017년 4월 14일부터 2018년 3월 23일까지 방영되었다.

## 방송 시간
| 방송 채널 | 방송 기간                         | 방송 시간                   | 방송 시간                    | 비고           |
| MBC TV    |                                   |                             |                              |                |
| --------- | --------------------------------- | --------------------------- | ---------------------------- | -------------- |
| MBC TV    | 2017년 1월 27일                   | 금요일 오후 5:45 ~ 7:55     | 금요일 오후 5:45 ~ 7:55      | 파일럿 (2부작) |
| MBC TV    | 2017년 1월 28일                   | 토요일 밤 11:15 ~ 12:45     | 토요일 밤 11:15 ~ 12:45      | 파일럿 (2부작) |
| MBC TV    | 2017년 4월 14일 ~ 2017년 7월 28일 | 1부                         | 매주 금요일 밤 9:30 ~ 10:10  | 분리 편성      |
| MBC TV    | 2017년 4월 14일 ~ 2017년 7월 28일 | 2부                         | 매주 금요일 밤 10:10 ~ 11:05 | 분리 편성      |
| MBC TV    | 2017년 8월 4일 ~ 2017년 9월 1일   | 매주 금요일 밤 9:50 ~ 11:10 | 매주 금요일 밤 9:50 ~ 11:10  | 정규 편성      |
| MBC TV    | 2017년 12월 8일 ~ 2018년 3월 23일 | 매주 금요일 밤 9:50 ~ 11:10 | 매주 금요일 밤 9:50 ~ 11:10  | 정규 편성      |

## 출연자

### 현재
- 한혜연
- 피오 (블락비)
- 진영 (GOT7)
- 김승수
- 최정원
- 슬리피
- 김동현
- 솔비

### 파일럿 방송
- 오세득
- 우주소녀

### 역대
- 이경규
- 김성규 (인피니트)
- 오현경
- 김구라
- 지상렬
- 딘딘
- 임주은
- 윤두준 (하이라이트)
- 박산다라
- 조세호
- 지연 (티아라)
- 윤정수
- 육중완
- 강다니엘 (워너원)
- 옹성우 (워너원)
- 김재환 (워너원)
- 오창석
- 치타
- 찬성 (2PM)
- 우영 (2PM)
- 바비 (iKON)
- 김진환 (iKON)
- 홍진영
- 진정선
- 희철 (슈퍼주니어)
- 유라 (걸스데이)
- 김민종
- 소진 (걸스데이)
- 여자친구
- 오연아
- 한다감
- 이태환
- 케이윌
- 요니P
- 스티브J
- 김신영
- 용감한 형제
- 전소민
- 양세찬

## 시청률

### 2017년
| 회차 | 방송일    | TNmS 시청률    | AGB 시청률     |
| 회차 | 방송일    | 대한민국(전국) | 대한민국(전국) |
| ---- | --------- | -------------- | -------------- |
| 1회  | 4월 14일  | 5.1%           | 5.5%           |
| 1회  | 4월 14일  | 4.7%           | 5.3%           |
| 2회  | 4월 21일  | 4.6%           | 4.9%           |
| 2회  | 4월 21일  | 3.8%           | 4.9%           |
| 3회  | 5월 5일   | 5.6%           | 4.9%           |
| 3회  | 5월 5일   | 3.7%           | 4.0%           |
| 4회  | 5월 12일  | 5.3%           | 5.2%           |
| 4회  | 5월 12일  | 4.0%           | 4.3%           |
| 5회  | 5월 19일  | 5.2%           | 4.9%           |
| 5회  | 5월 19일  | 3.8%           | 3.9%           |
| 6회  | 5월 26일  | 3.4%           | 3.7%           |
| 7회  | 6월 2일   | 4.6%           | 4.7%           |
| 7회  | 6월 2일   | 3.9%           | 4.7%           |
| 8회  | 6월 9일   | 4.2%           | 3.9%           |
| 8회  | 6월 9일   | 4.0%           | 4.9%           |
| 9회  | 6월 16일  | 4.1%           | 3.7%           |
| 9회  | 6월 16일  | 3.6%           | 4.5%           |
| 10회 | 6월 23일  | 4.6%           | 4.1%           |
| 10회 | 6월 23일  | 4.1%           | 4.7%           |
| 11회 | 6월 30일  | 4.1%           | 3.8%           |
| 11회 | 6월 30일  | 3.6%           | 3.2%           |
| 12회 | 7월 7일   | 4.6%           | 4.3%           |
| 12회 | 7월 7일   | 5.2%           | 5.9%           |
| 13회 | 7월 14일  | 4.1%           | 4.8%           |
| 13회 | 7월 14일  | 4.4%           | 4.8%           |
| 14회 | 7월 21일  | 3.6%           | 3.5%           |
| 14회 | 7월 21일  | 4.3%           | 4.0%           |
| 15회 | 7월 28일  | 5.1%           | 4.0%           |
| 15회 | 7월 28일  | 5.2%           | 4.7%           |
| 16회 | 8월 4일   | 4.0%           | 5.1%           |
| 17회 | 8월 11일  | 4.3%           | 4.9%           |
| 18회 | 8월 18일  | 4.1%           | 4.5%           |
| 19회 | 8월 25일  | 4.9%           | 4.7%           |
| 20회 | 9월 1일   | 3.5%           | 3.7%           |
| 21회 | 12월 8일  | 3.9%           | 4.3%           |
| 22회 | 12월 15일 | 4.6%           | 4.9%           |
| 23회 | 12월 22일 | 4.0%           | 3.3%           |

### 2018년
| 회차 | 방송일   | TNmS 시청률    | AGB 시청률     |
| 회차 | 방송일   | 대한민국(전국) | 대한민국(전국) |
| ---- | -------- | -------------- | -------------- |
| 24회 | 1월 5일  | 3.9%           | 3.6%           |
| 25회 | 1월 12일 | 3.9%           | 3.1%           |
| 26회 | 1월 19일 | 3.5%           | 3.0%           |
| 27회 | 1월 26일 | 3.0%           | 3.0%           |
| 28회 | 2월 2일  | 3.1%           | 3.2%           |
| 29회 | 2월 16일 | 3.9%           | 3.6%           |
| 30회 | 2월 23일 | 2.3%           | 3.0%           |
| 31회 | 3월 2일  | 3.5%           | 3.0%           |
| 32회 | 3월 16일 | 3.5%           | 2.4%           |
| 33회 | 3월 23일 | 3.4%           | 2.3%           |

## 결방 및 편성 변경 안내
2017년
- 4월 28일 : 제 19대 대통령선거 후보자 토론회 2차 생방송으로 인해 기존 시간에 방송되지 못한 《MBC 뉴스데스크》 편성으로 인한 결방
- 5월 26일 : 2017 FIFA U-20 월드컵 중계 방송으로 인해 30분 늦게 방송됨
- 6월 2일 : 60분 앞당겨서 저녁 8시 55분에 방송됨
- 9월 8일 ~ 11월 10일 : MBC 파업으로 인한 결방
- 11월 17일 ~ 12월 1일 : 예능 드라마 보그맘 편성으로 인한 결방
- 12월 29일 : 2017 MBC 방송연예대상 편성으로 인한 결방

2018년
- 2월 9일 : 평창 동계올림픽 개막식 중계 방송 관계로 결방
- 2월 23일 : 2018 평창 동계 올림픽 컬링 여자 준결승 중계로 밤 11시 40분에 방송됨
- 3월 9일 : 평창 동계 패럴림픽 개막식 중계 방송 관계로 결방